# Rois (A Coruña)
Rois ist eine spanische Gemeinde in der Provinz A Coruña der Autonomen Gemeinschaft Galicien. Die Gemeinde hat 4.395 Einwohner (Stand: 2024). 

## Lage
Im Südwesten der Provinz A Coruña, in den Zwischengebieten gelegen, die von Santiago de Compostela bis zur Halbinsel Barbanza reichen, zeigt sich die Gemeinde, die zwar im Landesinneren liegt, aber durch ihre Nähe zur Ría de Arousa und zur Ría de Muros e Noia stark mit der Küste verbunden ist.

## Demografie
Quelle: INE-Archiv – grafische Aufarbeitung für Wikipedia

## Gemeindegliederung
Die Gemeinde Rois ist in zwölf Parroquias gegliedert:
| Parroquias | Patrozinium  | Einwohner 2024 | Fläche km² | Dichte Einw./km² | Höhe msnm | Ortskennzahl |
| ---------- | ------------ | -------------- | ---------- | ---------------- | --------- | ------------ |
| Augasantas | San Vicente  | 309            | 16,16      | 19               | 224       | 15074010000  |
| Buxán      | San Xoán     | 355            | 11,84      | 30               | 195       | 15074020000  |
| Costa      | San Miguel   | 187            | 4,81       | 39               | 141       | 15074030000  |
| Ermedelo   | San Martiño  | 207            | 10,47      | 20               | 428       | 15074040000  |
| Herbogo    | San Pedro    | 232            | 3,80       | 61               | 118       | 15074050000  |
| Leroño     | Santa María  | 162            | 5,32       | 30               | 253       | 15074060000  |
| Oín        | Santa María  | 420            | 3,37       | 125              | 37        | 15074070000  |
| Ribasar    | Santa Mariña | 491            | 4,12       | 119              | 25        | 15074080000  |
| Rois       | San Mamede   | 469            | 5,61       | 84               | 58        | 15074090000  |
| Seira      | San Lourenzo | 411            | 3,47       | 118              | 19        | 15074100000  |
| Sorribas   | San Tomé     | 356            | 7,59       | 47               | 130       | 15074110000  |
| Urdilde    | Santa María  | 798            | 16,25      | 49               | 266       | 15074120000  |

## Wirtschaft
| Ackerbau, Viehzucht und Fischerei                                                  | 0127  | 07,20  |
| Industrie                                                                          | 0374  | 021,19 |
| Bauwirtschaft                                                                      | 0159  | 09,01  |
| Dienstleistungsbetriebe                                                            | 1.105 | 062,61 |
| Total                                                                              | 1.765 | 100,00 |
| * Daten aus dem Statistischen Amt für Wirtschaftliche Entwicklung in Galicien, IGE |       |        |

Neda ist eine überwiegend ländliche Gemeinde, obwohl wichtige Industrien wie Werften, Gießereien und Werkstätten im nahe gelegenen Ferrol zu finden sind. Ackerbau, Landwirtschaft und Dienstleistungen sind zusammen mit der Brotherstellung die wichtigsten lokalen Einkommensquellen.

## Persönlichkeiten
- Jesús Blanco Villar (* 1962), Radrennfahrer